# (554) Peraga
(554) Peraga ist ein Asteroid des Hauptgürtels, der am 8. Januar 1905 vom deutschen Astronomen Paul Götz in Heidelberg entdeckt wurde. 
Der Asteroid wurde nach der Fraktion Peraga der italienischen Stadt Vigonza benannt.